# 中国人民解放军河北省军区
中国人民解放军河北省军区，是中国人民解放军原属北京军区，现属中央军事委员会国防动员部的一个省级军区，管辖范围为河北省。

## 历任司令员
- 孙毅（1949年7月-1950年10月）
- 王光华（1950年10月-1952年5月）
- 彭明治（1952年5月-1957年9月）
- 王道邦（1957年9月-1959年11月）
- 萧思明（1960年5月-1964年5月）
- 马辉（1964年5月-1983年3月）
- 张振川（1983年3月-1985年7月）
- 董学林（1985年7月-1990年6月）
- 韩世谦（1990年6月-1995年1月）
- 滑兵来（1995年1月-1998年8月）
- 陈玉田（1998年8月-2004年11月）
- 钟志明（2004年11月-2006年1月）
- 段端武（2006年1月-2007年10月）
- 芇福成（2007年10月-2011年5月）
- 史鲁泽（2011年5月-2014年12月）[1]
- 邵亨（2015年2月-2017年4月）
- 王舜（2017年4月-2019年4月）[2]
- 王继平（2019年4月-2023年5月）[3]
- 馮富海（2023年5月-）[4]

## 历任政治委员
- 林铁（1949年7月-1966年8月）
- 刘子厚（1966年11月-1967年5月）
- 李雪峰（1968年2月-1970年12月）
- 刘子厚（1971年2月-1980年5月）
- 金明（1980年1月-1982年6月）
- 高扬（1982年6月-1985年5月）
- 张超（1985年7月-1989年12月）
- 任佩瑜（1990年6月-1994年4月）
- 汪潮海（1994年4月-2000年12月）[5]
- 纪耀成（2000年12月-2003年1月）
- 张连仁（2003年1月-2006年12月）
- 张彦欣（2006年12月-2012年3月）
- 李光聚（2012年3月-2015年7月）
- 郭晓东（2015年7月-2015年9月）[6]
- 尚振贵（2015年9月-2016年8月）[7]
- 韩晓东（2017年8月-2018年5月）[8]
- 李宁（2018年5月-2022年4月）[9]
- 傅晓东（2022年4月-2024年10月）[10]
- 胡巨民（2024年10月-）[11]